# Чарна (Малопольское воеводство)

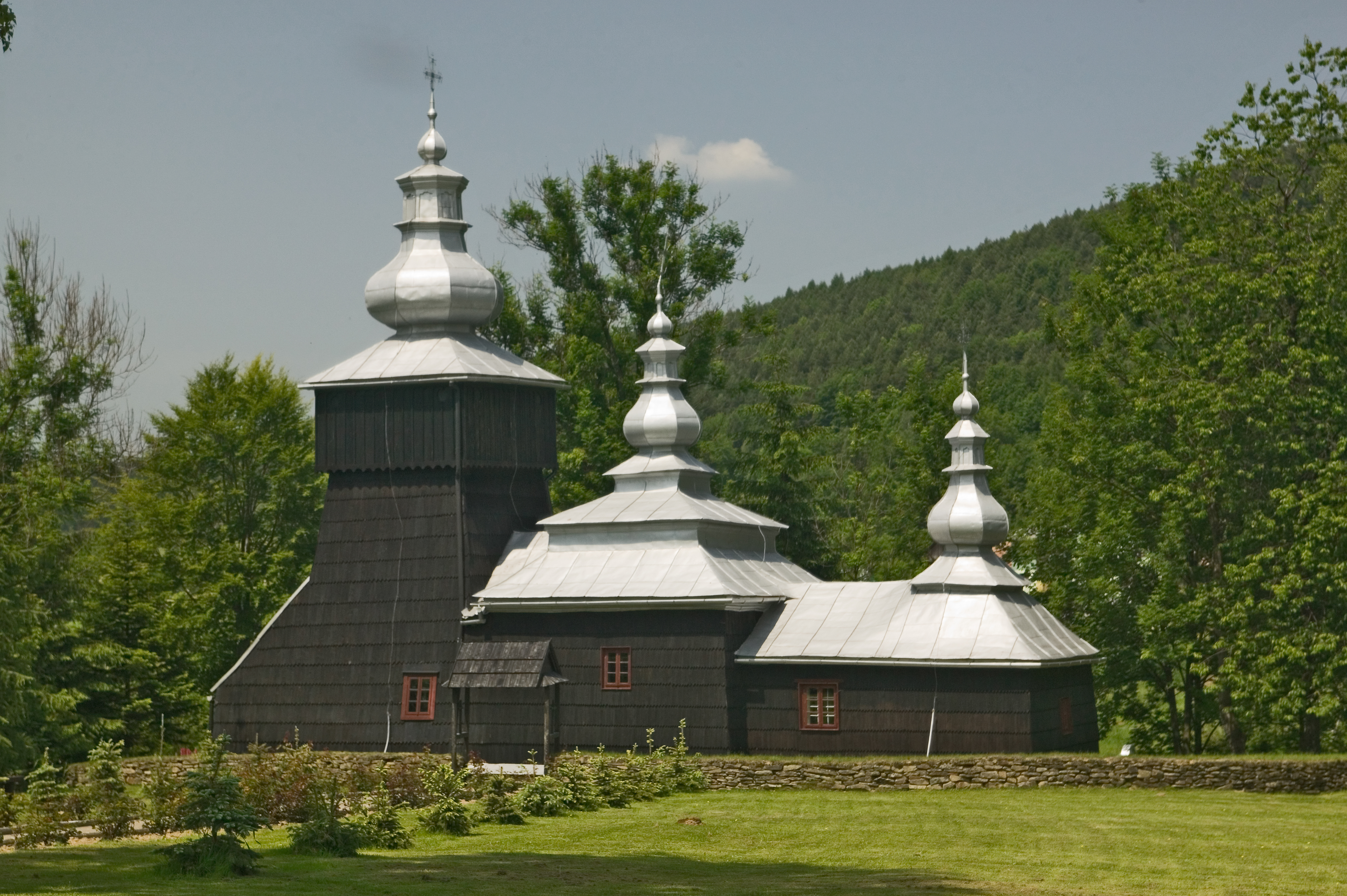
Церковь Святого Димитрия, Чарна, Малопольское воеводство, Польша

Ча́рна (пол. Czarna, русин. Чорне) — село в Польше, находящееся на территории гмины Усце-Горлицке Горлицкого повета Малопольского воеводства.

## География
Село находится в 5 км от административного центра Усце-Горлицке, 15 км от города Горлице и 102 км от Кракова.

## История
До акции «Висла» (1947 г.) в селе проживали лемки. В настоящее время большинство населения составляют поляки.
В 1975—1998 года село входило в Новосонченское воеводство.

## Достопримечательности
- Церковь святого Димитрия, датируемая 1764 годом.

## Источник
- Czarna, Słownik geograficzny Królestwa Polskiego i innych krajów słowiańskich